# Mesostenus xestus
Mesostenus xestus är en stekelart som beskrevs av Porter 1973. Mesostenus xestus ingår i släktet Mesostenus och familjen brokparasitsteklar. Inga underarter finns listade i Catalogue of Life.